# Bolomètre
Ne doit pas être confondu avec Balomètre.

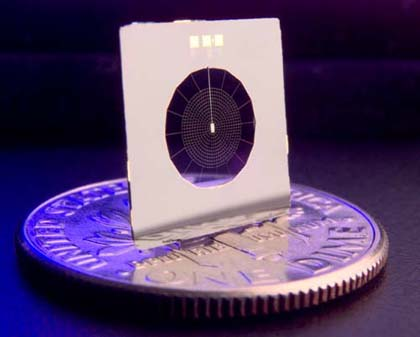
Bolomètre de type « spiderweb » pour mesurer le fond diffus cosmologique par NASA/JPL-Caltech.

Un bolomètre (du grec bolè, « radiation », et metron, « mesure ») est un détecteur développé par Samuel Pierpont Langley en 1878 afin d'étudier le rayonnement électromagnétique solaire. Le dispositif convertit l'énergie du rayonnement électromagnétique incident en énergie interne de l'absorbeur. Ce dernier est (ou est lié à) un thermomètre dont les propriétés électriques ou magnétiques dépendent de la température, on peut ainsi mesurer les variations d'impédance du détecteur, et donc l'énergie électromagnétique incidente.

## Principe

Concept du bolomètre.

La figure ci-contre montre le concept d'un bolomètre. Le signal incident de puissance P est absorbé par la surface C du bolomètre qui est constituée d'un matériau absorbant, tel du métal. Ce matériau s'échauffe à la température T. Sa surface est reliée par un conducteur thermique de conductance G à un puits de chaleur, maintenu à température constante. La différence de température ΔT = P/G peut être mesurée grâce à une thermistance. La constante thermique temporelle (τ = C/G), définie par le taux de transfert thermique entre la surface du bolomètre et le puits thermique, donne la sensibilité du détecteur.
En général, les bolomètres en métal ne nécessitent pas de refroidissement, la chaleur de la mince couche utilisée se dissipant rapidement. Le métal est de plus en plus remplacé par un semi-conducteur ou même un supra-conducteur qui doivent être réfrigérés à très basse température mais qui ont une très grande sensibilité.

## Utilisation
Les bolomètres peuvent couvrir l'intégralité du spectre électromagnétique. Cependant, les technologies mises en œuvre spécialisent chaque type d'appareil à un domaine de longueur d'onde défini et à une utilisation particulière. Par exemple, dans le domaine de l'observation millimétrique, on utilise des spiderweb (« toile d'araignée ») pour laisser passer les rayons cosmiques tout en préservant l'absorption de rayonnement.
Ces appareils comptent parmi les capteurs les plus performants pour le rayonnement X et l'infrarouge. Ils seront désormais embarqués à bord de satellites d'observation astronomiques, tels Planck.
Afin d'accroître leur sensibilité et de réduire leur « bruit » intrinsèque, c'est-à-dire le rayonnement parasite qu'ils émettent, les bolomètres sont le plus souvent refroidis à très basse température (autour de quelques kelvins, c'est-à-dire à des températures inférieures à −269 °C). Ce refroidissement se fait par de l'hélium liquide (4,2K) et qui peut être parfois pompé pour avoir de l'hélium superfluide (1.4K) suivant les gammes étudiées.
Une autre application des bolomètres est la détection des particules. En particulier, ils sont utilisés dans la recherche de la matière noire par des expériences de très basse radioactivité comme CDMS, EDELWEISS. Dans ce cas, il s'agit de bolomètres massifs (quelques centaines de grammes) constitués de feuilles les plus légères possible, refroidis à une dizaine de millikelvins soit −273,14 °C (0 K=−273,15 °C), pour détecter le passage d'un unique WIMP.